# 西上心太
西上 心太（にしがみ しんた、1957年 - ）は、日本の文芸評論家、書評家。
東京都荒川区南千住出身。早稲田中学校・高等学校、早稲田大学法学部卒業。同大学在学中はワセダミステリクラブに在籍していた。主にミステリー作品の評論をしている。日本推理作家協会員でもあり、数々の推理小説で巻末解説を寄稿している。マルタの鷹協会日本支部・事務局長。
かつて、マジカル頭脳パワー!!にてクイズの原案担当者の一員だったことがある。当時は「鈴木隆久」名義。
2008年から、将棋ペンクラブ大賞の最終選考委員もつとめる。

## 参考サイト
- 日本推理作家協会会員名簿
- twitter